# Volvo 100-serie

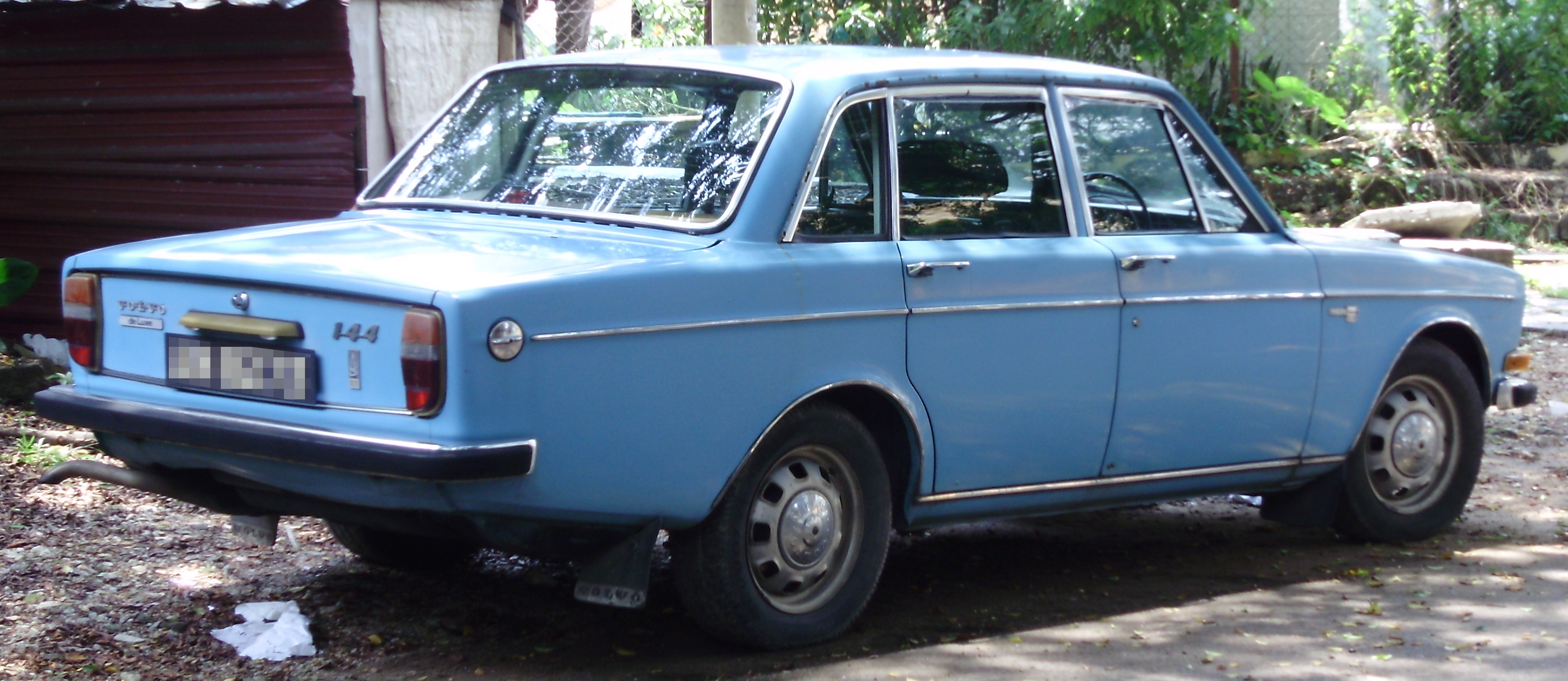
Volvo 144 uit 1969

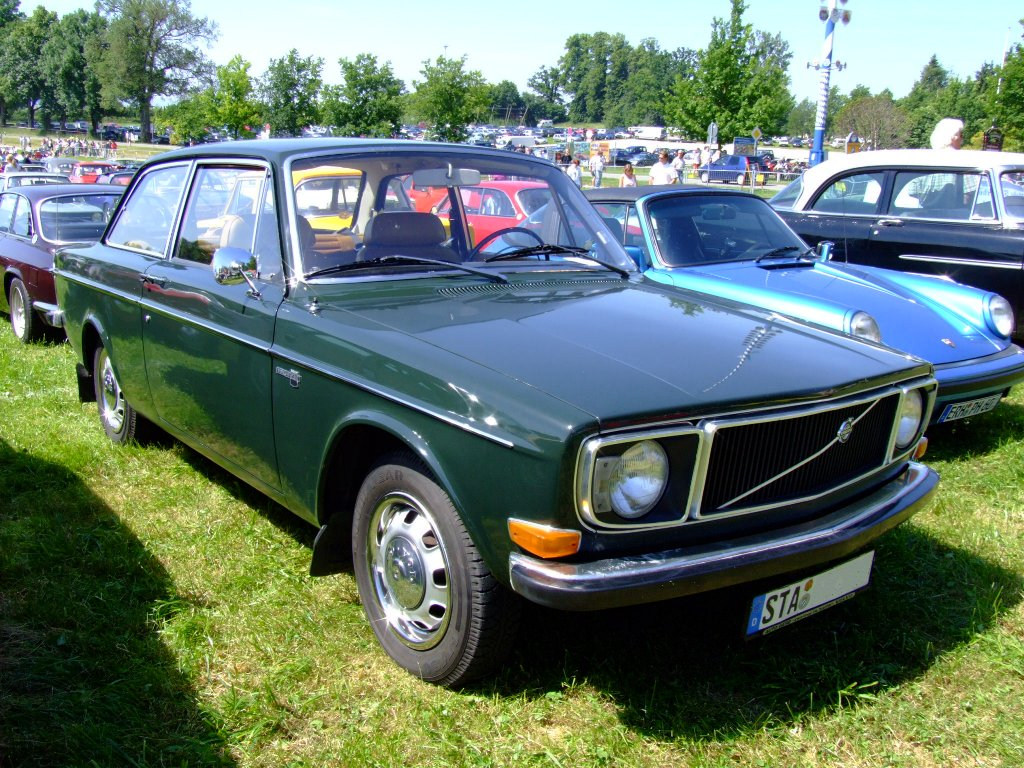
Volvo 142 uit 1971

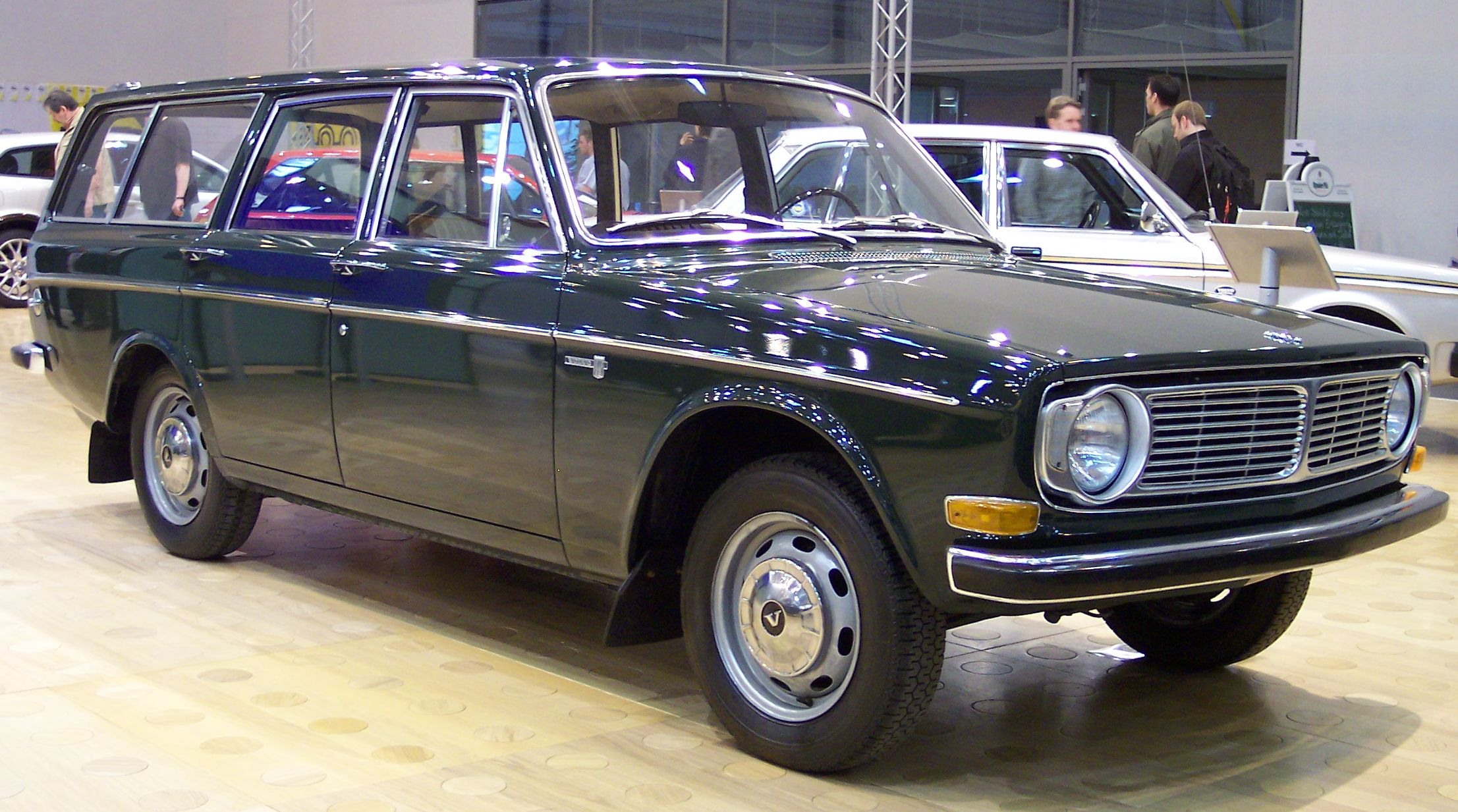
Volvo 145 uit 1969

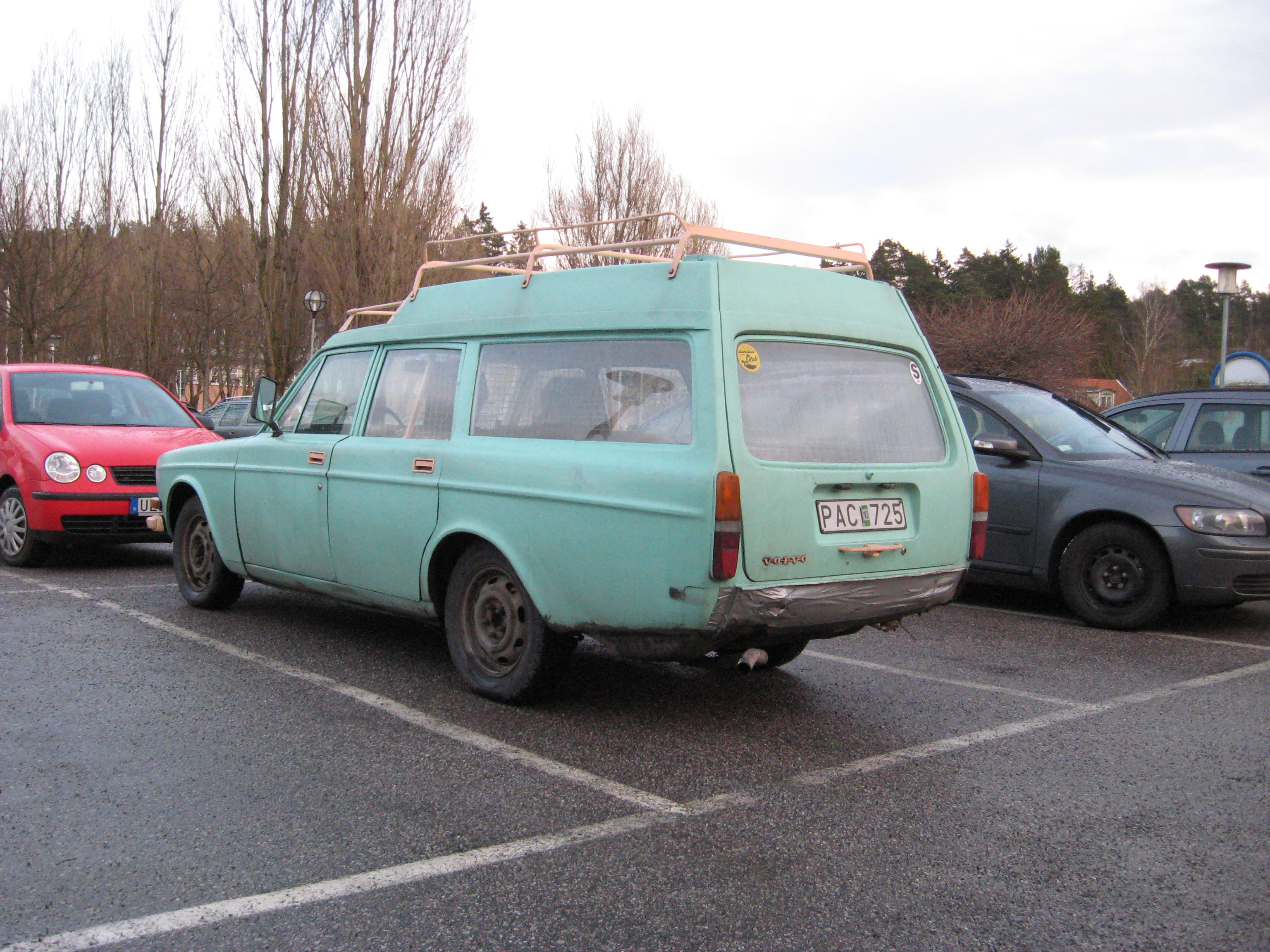
Volvo 145 Express uit 1969

De Volvo 100-serie bestaat uit een reeks personenauto's die geproduceerd werd tussen 1966 en 1974 door het Zweedse automerk Volvo.

## Geschiedenis en modellen
Toen de Volvo Amazon uitontwikkeld was en zijn concurrentiepositie begon te verliezen, bracht Volvo in 1966 de 140-serie op de markt. De carrosserie was eenvoudiger maar bood meer ruimte en er was een grotere kofferbak. Zoals bij de vorige modellen mogelijk was geweest, had de klant nu ook weer de keuze uit twee varianten met een of twee carburateurs. Later kwam een GL-uitvoering met een injectiemotor met 124 pk en een luxueuzer interieur. Optisch veranderde het model in de loop der jaren maar weinig. De carrosserie, met een ander front, werd ook gebruikt voor de Volvo 164 (met 6-cilindermotor).
- De 140-serie bestaat uit 3 typen en 3 uitvoeringen:
  - 142 (2-deurs) Basis, DL en GL
  - 144 (4-deurs) Basis, DL en GL
  - 145 (5-deurs stationwagen) Basis, DL en GL
    - De 145 werd ook geleverd als Express, een basisversie met verhoogd dak, bedoeld als bedrijfswagen voor (kleine) ondernemers. Dit was de vervanger voor de Duett en de Amazon Kombi

  - 164 (4-deurs)

De serie werd in 1974 opgevolgd door de Volvo 200-serie.

## Techniek
| Modellen:         | Coach 2 drs., Sedan 4 drs. en Stationwagen 5 drs.            |
| Cilinderinhoud:   | B 18: 1780cc en B 20: 1986cc                                 |
| Aantal cilinders: | 4                                                            |
| Vermogen:         | B 18 75pk bij 4700 toerenmin. B 20 124pk bij 6000 toerenmin. |
| Carrosserie       | Zelfdragend                                                  |
| Topsnelheid:      | 145 km/u – 180 km/u                                          |

Over het vermogen van Volvomotoren zijn verschillende opgaven te vinden. De oorzaak hiervan is dat sommige bronnen de DIN- en andere bronnen de SAE-norm hanteren.

## Productiegegevens
Modeljaar 1967
- De 140-serie had al vanaf de introductie een triangel-gescheiden, tweekringsremsysteem.

Met op de schijfremmen vóór 4 remzuigers en op de remmen achter 2 remzuigers bij schijfremmen of remcilinders ingeval er trommelremmen zijn toegepast.
Beide remkringen remden dus, afzonderlijk, ieder 2 voorwielen en één achterwiel.
Bij uitval van één der kringen remt de andere kring dus nog altijd de twee belangrijkste voorwielen en een minder belangrijk achterwiel
Indien er achter schijfremmen zijn toegepast, bevindt zich in het hart van de remschijf een kleine trommelrem die dient als handrem (parkeerrem).
Modeljaar 1968
- chromen deurklinken worden vervangen door zwarte

Modeljaar 1969
- de B20-motor vervangt de B18-motor
- stoffen interieurbekleding
- achteruitkijkspiegel nu ook op het rechterportier

Modeljaar 1970
- Volvo 145 leverbaar ook in Express
- voorstoelen elektrisch verwarmbaar

Modeljaar 1971
- drie uitrustingniveaus worden ingevoerd:
  - het basismodel
  - de Luxe (DL)
  - Grand Luxe (GL)
- de injectiemotor, B20E, doet zijn intrede bij de GL-uitvoering
- nieuw front op DL- en GL-modellen

Modeljaar 1972
- veranderd interieur met o.a. een korte versnellingspook
- nieuwe deurklinken

Modeljaar 1973
- ander dashboard met o.a. een nieuwe snelheidsmeter
- nieuw stuur met een zacht stootkussen in het midden
- nieuw front met kunststofgrille
- grote richtingaanwijzers
- veiligheidsbalken in de deuren
- nieuwe bumpers en ander profiel op de rubberlijst

Modeljaar 1974
- nieuwe veiligheidsbumpers vangen botsingen op tot 7 km/u
- de ventilatieramen verdwijnen
- de benzinetank wordt voor de veiligheid naar voren verplaatst, tot vlak achter de achteras
- waarschuwingssysteem voor defecte verlichting

Huidige modellen:
EC40 · 
EX30 · 
S60-V60 · 
S90-V90 · 
XC40 · 
XC60 · 
XC90 · 
EX90
Modellen geïntroduceerd na 1965:
100-serie · 
164 · 
200-serie · 
262C · 
66 ·
300-serie · 
400-serie ·
480 ·
700-serie · 
850 · 
900-serie · 
C30 · 
C70 · 
S40 · 
S70 · 
S80 · 
V40 ·
V40 Classic ·
V50 · 
V70-XC70
Modellen geïntroduceerd voor 1965:
ÖV4 · 
PV4 · 
PV650-serie ·
TR670-serie ·
PV36 ·
PV800-serie ·
PV50-serie · 
PV444 ·
PV60 ·
Duett ·
P1900 ·
Amazon · 
PV544 ·
P1800
Conceptauto's:
Philip ·
VESC ·
ECC ·
YCC ·
ReCharge ·
Concept You